# 우에스기 가게카쓰
우에스기 가게카쓰(일본어: 上杉景勝, 1556년 1월 8일 ~ 1623년 4월 19일)는 센고쿠 시대, 에도 시대 초기의 다이묘이다. 도요토미 정권의 오대로(五大老) 중 한 명이며, 무쓰 와카마쓰성주, 데와 요네자와번 초대 번주이다. 어릴적 이름은 나가오 우노마쓰(長尾卯松)이며, 초명은 나가오 아키카게(長尾顕景). 통칭은 기헤이지(喜平次).

## 생애

### 가문 상속
고지 원년(1556년) 음력 11월 27일, 에치고국에서 우에다 나가오 가문(上田長尾家)의 당주 나가오 마사카게(長尾政景)의 차남으로 태어났다. 어머니는 우에스기 겐신(上杉謙信)의 친누나였으므로, 겐신의 조카에 해당한다. 에이로쿠 7년(1564년), 아버지 마사카게가 죽자 겐신의 양자가 되었다. 에이로쿠 9년(1566년)의 관동 공격 때 처음으로 출진했다고 한다.
덴쇼 3년(1575년), 이름을 나가오 아키카게에서 우에스기 가게카쓰로 바꾸고, 겐신으로부터 단조쇼히쓰(弾正少弼)의 관직을 받았다. 덴쇼 6년, 겐신이 사망하자 가문의 상속권을 둘러싸고 가게카쓰와 마찬가지로 겐신의 양자였던 우에스기 가게토라(上杉景虎)와 대립했다. 가스가 산성(春日山城)을 점거하고 오타테(御館)에서 저항하던 가게토라와 싸우던 가게카쓰는 양자의 화해를 도모했던 양할아버지 우에스기 노리마사(上杉憲政)를 죽이고 덴쇼 7년 가게토라를 자살로 몰아넣는다. 덴쇼 8년에는 에치고 국의 호족들도 가게카쓰를 따르게 되어, 겐신의 후계자로서의 지위를 확립했다.

### 오다 가문과의 싸움
덴쇼 9년(1581년), 에치고 북부의 시바타 시게이에(新発田重家)가 오다 노부나가(織田信長)와 내통하여 반란을 일으킨 데다가 시바타 가쓰이에(柴田勝家)가 이끄는 오다 군이 엣추까지 쳐들어오는 등 우에스기 가문은 위기에 부딪혔다. 덴쇼 10년, 오다 군은 엣추를 완전히 제패하여 우에스기 가문은 멸망 직전으로 몰렸지만, 6월 2일에 오다 노부나가가 혼노지에서 사망하면서 위기를 벗어날 수 있었다. 그러나 연이은 분쟁과 침공으로 우에스기 가문은 크게 쇠퇴했다.

### 도요토미 시대
노부나가가 죽은 후 당시 권력의 공백상태에 있던 북시나노를 침공하여 일부를 손에 넣었다. 또 덴쇼 13년(1585년)에 사나다 마사유키(真田昌幸)를 일시적으로 종속시키기도 했다.
덴쇼 14년(1586년) 6월, 노부나가가 죽은 후 대두한 도요토미 히데요시(豐臣秀吉)의 신하가 되어, 가문의 안전을 도모했다. 그때 엣추(우오즈와 마쓰쿠라 등)와 고즈케 등의 영지를 포기했지만, 대신 사도(佐渡)와 데와(出羽)를 공격해도 좋다는 허가를 받았다. 또 이무렵 가게카츠는 오기마치 천황(正親町天皇)을 알현하여 우근위소장(右近衛少将)에 임명되었고, 덴쇼 16년(1588년)에도 교토로 올라가 종3위 참의(参議)에 임명되었다.
덴쇼 15년(1587년) 반역을 일으켰던 시바타 시게이에를 처단하고 덴쇼 17년(1589년)에 사도의 혼마 가문(本間氏)을 토벌하여 사도를 평정했다. 덴쇼 18년(1590년) 히데요시가 호조 가문을 정벌할 때에도 참전했다.
덴쇼 20년(1592년) 6월 6일에서 9월 8일까지 가신 다카나시 요리치카(高梨頼親) 등을 보내 임진왜란에 참전했다. 이때 최전선기지로 웅천왜성을 축성했다.
게이초 2년(1597년) 고다이로 중 한 명이었던 고바야카와 다카카게(小早川隆景)가 사망하자 뒤를 이어 고다이로가 되었다. 게이초 3년(1598년) 히데요시의 명으로 아이즈(会津)로 영지가 옮겨졌고, 120만 석으로 녹봉이 올라갔다. 계속 영유할 수 있도록 인정받은 옛 영지는 사도와 에치고의 일부 그리고 혼조 시게나가(本庄繁長)가 모가미 요시아키(最上義光)와 격렬한 쟁탈전 끝에 빼앗은 쇼나이(庄内) 지방 등 일부에 불과했다. 나머지는 다테 가문의 영지였던 데와의 오키타마(置賜) 지방, 무쓰의 다테 군(郡), 시노부 군(信夫郡), 갓타 군(刈田郡), 다테 마사무네(伊達政宗)의 정복지였던 아이즈 지방 등이었다. 또 각 지방은 산지로 단절되어, 지금도 교통이 불편한 고갯길로 이어져 있을 뿐이었다. 게다가 북쪽에서는 가장 마지막에야 히데요시에게 항복한 모가미 요시아키, 다테 마사무네의 영지와 경계를 접하고 있었기 때문에, 충돌의 위험성을 내포하고 있었다. 가게카쓰가 이곳에 배치된 것은 실각한 가모 가문(蒲生氏) 대신 일본 동북부의 여러 영주들을 감시하고 견제하기 위해서였다.
가게카쓰는 다테 가문의 위협에 대비하기 위해 중신 나오에 가네쓰구(直江兼続)에게 30만 석의 영지를 주어 요지 요네자와 성(米沢城)에 배치하였고, 최전선이었던 시라이시 성(白石城)에 아마카스 기요나가(甘糟清長), 후쿠시마 성(福島城)에 혼조 시게나가, 도젠지 성(東禅寺城)에 시다 요시히데(志駄義秀)를 각각 배치했다.

### 아이즈 정벌
게이초 3년(1598년) 8월 히데요시가 사망하자, 이시다 미쓰나리(石田三成)와 도쿠가와 이에야스(德川家康) 사이의 대립이 깊어지게 된다. 우에스기 가문의 가로 나오에 가네쓰구가 이시다 미쓰나리와 친밀했기 때문에 가게카쓰는 도쿠가와 이에야스와 대립하게 된다. 게이초 5년(1600년) 2월에 가게카쓰는 여름까지 영지 안의 여러 성들을 보수하도록 명령했다. 3월에 와카마쓰성(若松城; 쓰루가성(鶴ヶ城))이 협소하다고 생각해, 아이즈 분지의 거의 중앙에 위지한 고자시(神指)에 새로 성을 쌓도록 했다.
4월 이에야스는 가게카쓰에게 교토로 올라와 영토 내의 여러 성을 보수한 것에 대해 해명하도록 소환명령(이 소환명령은 가게카쓰를 제거하기 위한 책략이었다고 보는 견해도 있다)을 내렸다. 가게카쓰는 이를 거부했고 오히려 나오에 가네쓰구가 이에야스를 도발하는 나오에장을 보냈다.
가네쓰구의 편지를 받고 격노한 이에야스는 대군을 이끌고 우에스기 토벌을 위해 출진했다. 가게카쓰는 고자시 성 공사를 강행하다가, 6월이 되자 공사를 중단하고 이에야스 군에 응전했다. 7월 우에스기 토벌을 위해 이에야스가 교토를 비운 사이에 미쓰나리가 거병하여, 이에야스가 미쓰나리와 싸우기 위해 서쪽으로 가자, 아이즈에서 출격, 동군(이에야스 편의 군대)에 가담해 있던 다테 마사무네나 모가미 요시아키 등과 싸웠다. 그러나 다테 마사무네와의 전투가 장기전의 일로를 치닫고 있었지만 반면 본전투인 9월 15일 세키가하라 전투가 단 반나절만에 끝났고 여기서 미쓰나리의 서군이 패했기 때문에, 12월 어쩔 수 없이 이에야스에게 항복했다.
게이초 6년(1601년) 나오에 가네쓰구와 함께 교토로 올라가 이에야스에게 사죄하여 우에스기 가문은 존속할 수 있었다. 그러나 가게카쓰는 영지의 대부분을 몰수당하고 그 중 오키타마 군, 시노부 군, 다테 군의 3군(郡)만이 남겨졌다. 가게카쓰는 데와 요네자와 번의 초대 번주가 되어 30만 석의 녹봉을 받게 되었다.

### 에도 시대
가게카쓰는 나오에 가네쓰구와 협력하여 요네자와 번의 마을을 건설하고 법제를 정비하는 등, 지배체제 확립에 힘을 쏟았다. 그러나 이 무렵 우에스기 가문은 영지는 대폭 줄었음에도 가신 수를 거의 줄이지 않아, 이 때문에 이후 우에스기 가문은 몇번이고 재정난에 부딪혔다.
게이초 19년(1614년) 오사카 전투가 일어나자 도쿠가와 군의 선봉이 되어 활약했다.
겐나 9년(1623년) 3월 20일 요네자와에서 사망했다. 향년 69세. 적자(嫡子)인 사다카쓰(定勝)가 뒤를 이었다. 묘는 야마가타현 요네자와시에 있다.

## 인물됨과 일화
- 양부이자 외숙 겐신을 훌륭한 무장으로서 존경하고 있던 가게카쓰는, 자신의 기량이 겐신에게는 크게 미치지 못한다는 것을 알고 있으면서도, 항상 겐신과 같은 존재가 되고 싶다고 생각하여 행동했다고 한다. 가게카쓰가 병석에 눕게 되었을 때, 출가하여 소신(宗心)이라는 법명을 사용했는데, 이것은 겐신이 일찍이 쿄토에서 사용했던 적이 있는 법명이었다.
- 그는 감정을 겉으로 드러내는 일이 거의 없었다고 한다. 언젠가 기르던 원숭이가 가게카쓰의 자리에 앉아 제법 그럴듯하게 고개를 끄덕이거나, 부하에게 명령을 내리는 등 가게카쓰를 흉내내는 것을 보고, 그것이 너무 웃겨 가게카쓰가 자신도 모르게 크게 웃은 적이 있다고 하는데, 이것이 그가 평생 단 한번 보인 미소였다고 한다.
- 세키가하라 전투에서 패했을 때, 가게카쓰는 '무운(武運)이 쇠한 것이니 이제와서 놀랄 만한 것이 아니다'라고 한마디 했을 뿐이라고 한다.
- 칼을 꽤 좋아하는 사람이었다고 한다.
- 도요토미 히데요시가 교토의 후시미성(또는 오사카 성)에서 여러 영주들을 불러모아 저녁 만찬 연회를 연 적이 있었다. 그 연회장에 별난 행동을 자주 하는 사람으로 유명한 마에다 도시마스(前田利益)가 끼어들어와 있었다. 시간이 지나면서 분위기가 무르익었을 무렵, 도시마스는 말석에서 일어나 원숭이 가면을 쓰고 천을 뒤집어 쓴 채, 부채를 펄럭이면서 온몸과 손발을 떠는 등, 영주들 앞에서 우스꽝스럽고 이상한 춤을 추기 시작했다. 도시마스는 나란히 앉아 있는 영주들 사이를 돌아다니며 무릎 위에 앉아 원숭이 흉내를 냈다. 그러나 영주들은 연회의 여흥으로 여기고 꾸짖는 자도 화를 내는 자도 없었다. 그런데 도시마스는 가게카쓰 앞에 오자 그 위풍에 압도되어, 도저히 무릎에 앉을 수 없었다고 한다. 도시마스는 그때 가게카쓰의 의연한 인물됨을 순식간에 꿰뚫어보고, 훗날 '천하가 넓다고 해도, 진정 내 주군으로 모실 만한 분은 아이즈의 가게카쓰님 뿐이다'라고 말했다고 한다.
- 외삼촌이면서, 양아버지이기도 했던 겐신과의 관계에 대해서 여러 가지 설이 있다. 존경의 대상이었다고 보는 시각으로부터, 실제로는 험악한 관계였다고 보는 시각까지 갖가지 견해가 있다. 겐신이 가게카쓰, 가게토라 중 어느 쪽도 후계자로 명확히 지명하지 않은 채 급사했기 때문에, 겐신이 어느 쪽을 후계자로 생각했는지와도 관련된 문제이다. 또 가게카쓰의 친아버지 마사카게가 겐신과 대립하고 있었던 것에서 비롯된, 겐신에 의한 마사카게 암살설이 있는데, 그와 비슷하게 가게카쓰에 의한 겐신 암살설도 있다.
- 가게카쓰가 단조쇼히쓰 직을 겐신으로부터 물려받을 때의 편지에, 겐신의 필적이 가게카쓰의 필적과 같았기 때문에, 가게카쓰가 자신을 정당화하기 위하여 뒷날에 꾸며낸 것이 아닌가 하는 의혹이 제기된 적도 있다. 그러나 우에스기 가게토라도 아시나 모리우지(蘆名盛氏)에게 보낸 편지에서 가게카쓰를 쇼히쓰라고 부르고 있는 것을 보면 가게카쓰가 단조쇼히쓰 직을 계승한 것은 사실로 보인다.

## 같이 보기
- 우에스기씨
- 우에스기 겐신
- 나오에 가네쓰구